# Bitomus peregrinus
Bitomus peregrinus är en stekelart som först beskrevs av Szepligeti 1914.  Bitomus peregrinus ingår i släktet Bitomus och familjen bracksteklar. Inga underarter finns listade.